# Красное Первое (Харьковская область)
Красное Первое (укр. Красне Перше) — село, Двуречанская поселковая община, Купянский район, Харьковская область, Украина.
Код КОАТУУ — 6321881504. Население по переписи 2001 года составляет 84 (42/42 м/ж) человека.

## Географическое положение
Село Красное Первое находится на расстоянии в 1 км от реки Оскол (правый берег) и в 4,5 км от реки Верхняя Двуречная (левый берег), к селу примыкают большие лесные массивы: урочище Кирьяновский Лес и урочище Заливной Лес (дуб).

## История
- 1925 — дата основания.

## Экономика
- В селе есть молочно-товарная ферма.